# トータル・リコール・ザ・シリーズ
トータル・リコール・ザ・シリーズ （Total Recall 2070）は1999年のアメリカ・カナダ合作のテレビドラマである。全22話。
別題：トータル・リコール2070、トータル リコール Zero。
『ブレードランナー』の原作者であるフィリップ・K・ディックの原作の映画『トータル・リコール』のリコール社を描いたSFサスペンスである。

## スタッフ
- 監督： マリオ・アッゾパルディ、ロッド・プライディ、デビッド・ウォーリー・スミス、ジョージ・モンテシ、マーク・ソベル
- 脚本：ジェフ・キング、アート・モンテラステリ、エリオット・スターン、クリス・ドブキン
- 撮影：デリック・アンダー・シュルツ
- 音楽：ジャック・レンズ、ゾラン・ポリス

## 登場人物
- デビッド・ヒューム（演：マイケル・イーストン Michael Easton 声:山野井仁）
- イアン・ファーブ（演:カール・プルーナー Karl Pruner 声:佐久田修）
- オリビア・ヒューム（演:シンシア・プレストン Cythia Preston 声:湯屋敦子）
- オラン・チャン（演:ジュディス・クラント 声:堀越真己）
- マーティン・エアレンサル（演:マイケル・アンソニー・ローリンス 声:相沢正輝）

## サブタイトル
| 放送回 | サブタイトル                           |
| ------ | -------------------------------------- |
| 第1話  | 序章～TOTAL RECALL Zero                |
| 第2話  | 保菌者～SELF INFLICTED                 |
| 第3話  | 誘惑の代償～ALL URE                    |
| 第4話  | コードネーム・エシャロン～INFILTRATION |
| 第5話  | 幻想                                   |
| 第6話  | パートナー                             |
| 第7話  | ファースト・ウェーブ                   |
| 第8話  | 遺伝子修正                             |
| 第9話  | シンクロニシティー・パート1            |
| 第10話 | シンクロニシティー・パート2            |
| 第11話 | 炎上する記憶                           |
| 第12話 | レベル・フォー                         |
| 第13話 | ブランクーシ・ストーン                 |
| 第14話 | キャロルという女                       |
| 第15話 | 二重取引                               |
| 第16話 | 反乱分子                               |
| 第17話 | セクション2から来た男                  |
| 第18話 | 証人                                   |
| 第19話 | 人口遺伝記憶遺伝子                     |
| 第20話 | 闇からのメッセージ                     |
| 第21話 | 最終テスト                             |